# Парамарибо
 Тази статия е за града в Суринам.  За окръга вижте Парамарибо (окръг).  
Парамарибо (на нидерландски: Paramaribo) е столицата на Суринам. Разположен в северната част на страната и административен център на окръг Парамарибо, градът има население около 241 000 жители (2012).

## Инфраструктура
Градът е пристанище на Атлантическия океан.

## Култура
Центърът на Парамарибо е обявен от ЮНЕСКО за обект на световното културно наследство.

## Известни личности
Родени в Парамарибо
- Кларънс Сеедорф (р. 1976), футболист
- Ромео Кастелен (р. 1983), футболист